# Campeonato de Segunda División 1907 (Argentina)
El Campeonato de Segunda División 1907 fue la novena temporada de la era amateur de la Segunda División del fútbol argentino, organizado por la Argentine Football Association. De los 30 participantes, 16 eran primeros equipos, mientras que los restantes 14 eran segundos y terceros equipos.
El campeón fue Nacional, al ganarle la final a River Plate por 1 a 0, convirtiéndose así en el primer ascendido a Primera División.

## Ascensos, descensos, incorporaciones y desafiliaciones
| Pos. | Promovidos |
| ---- | ---------- |
| 3.º  | Porteño    |

| Equipos descendidos de la Primera División 1906 |
| ----------------------------------------------- |
| No hubo                                         |

| Incorporados de la Tercera División 1906 |
| ---------------------------------------- |
| Argentino de Quilmes II                  |
| Banfield                                 |
| Flores Athletic II                       |
| General Urquiza                          |
| Gimnasia y Esgrima (BA)                  |
| Nacional                                 |
| Nacional II                              |
| Porteño III                              |

| Afiliados a la Segunda División 1907 |
| ------------------------------------ |
| Comercio                             |
| Continental                          |
| Ferro Carril Oeste                   |
| Independiente                        |
| La Plata Jockey                      |
| Lomas Athletic II                    |
| Victoria                             |
| Victoria II                          |

| Incorporados a la Tercera División 1907 |
| --------------------------------------- |
| Royal                                   |

| Desafiliados          |
| --------------------- |
| Barracas Athletic II  |
| General Belgrano (BA) |
| Saint George's        |

- De este modo, el número de participantes aumentó a 30.

## Sistema de disputa
Al igual que en el torneo anterior, los equipos fueron divididos en 3 secciones, donde se enfrentaron bajo el sistema de todos contra todos a 2 ruedas.
El ganador de cada sección accedió a la fase final, donde se enfrentaron a único partido por eliminación directa. A partir de esta edición, el campeón obtuvo el ascenso a Primera División.

## Equipos participantes
| Equipo                  | Ciudad          |
| ----------------------- | --------------- |
| Alumni II               | Buenos Aires    |
| Argentino de Quilmes II | Quilmes         |
| Banfield                | Banfield        |
| Belgrano II             | Buenos Aires    |
| Belgrano III            | Buenos Aires    |
| Comercio                | Buenos Aires    |
| Continental             | Buenos Aires    |
| Estudiantes II          | San Martín      |
| Estudiantil Porteño     | Buenos Aires    |
| Ferro Carril Oeste      | Buenos Aires    |
| Flores                  | Buenos Aires    |
| Flores II               | Buenos Aires    |
| General Urquiza         | Buenos Aires    |
| Gimnasia y Esgrima      | Buenos Aires    |
| Independiente           | Avellaneda      |
| La Plata Jockey         | La Plata        |
| Lanús United II         | Lanús           |
| Lomas II                | Lomas de Zamora |
| Nacional                | Buenos Aires    |
| Nacional II             | Buenos Aires    |
| Porteño II              | Buenos Aires    |
| Porteño III             | Buenos Aires    |
| Quilmes II              | Quilmes         |
| Racing Club             | Avellaneda      |
| River Plate             | Buenos Aires    |
| San Isidro II           | San Isidro      |
| San Martín II           | San Martín      |
| Villa Ballester         | Villa Ballester |
| Victoria                | Victoria        |
| Victoria II             | Victoria        |

## Zona A

### Tabla de posiciones final
| Pos  | Equipo                   | Pts | PJ | G  | E | P  | GF | GC | Datos                           |
| ---- | ------------------------ | --- | -- | -- | - | -- | -- | -- | ------------------------------- |
| 1.º  | River Plate              | 29  | 18 | 13 | 3 | 2  | 24 | 23 |                                 |
| 2.º  | Porteño III              | 26  | 18 | 12 | 2 | 3  | ?  | ?  | Falta resultado Partido         |
| 3.º  | Sportivo Villa Ballester | 25  | 18 | 10 | 5 | 3  | ?  | ?  | -                               |
| 4.º  | General Urquiza          | 18  | 18 | 8  | 2 | 5  | ?  | ?  | Faltan resultados de 3 partidos |
| 5.º  | Ferro Carril Oeste       | 14  | 18 | 6  | 2 | 7  | ?  | ?  | Faltan resultados de 3 partidos |
| 6.º  | San Martín Athletic II   | 10  | 18 | 4  | 2 | 9  | ?  | ?  | Faltan resultados de 3 partidos |
| 7.º  | Estudiantes (BA) II      | 10  | 18 | 4  | 2 | 8  | ?  | ?  | Faltan resultados de 4 partidos |
| 8.º  | San Isidro II            | 9   | 18 | 4  | 1 | 8  | ?  | ?  | Faltan resultados de 5 partidos |
| 9.º  | Belgrano Athletic III    | ?   | 18 | 2  | 2 | 10 | ?  | ?  | Faltan resultados de 4 partidos |
| 10.º | Victoria                 | 5   | 18 | 2  | 1 | 15 | ?  | ?  | -                               |

## Zona B

### Tabla de posiciones final
| Pos  | Equipo              | Pts | PJ | G  | E | P  | GF | GC | Datos                            |
| ---- | ------------------- | --- | -- | -- | - | -- | -- | -- | -------------------------------- |
| 1.º  | Quilmes II          | 33  | 18 | 16 | 1 | 1  | ?  | ?  | -                                |
| 2.º  | Estudiantil Porteño | 31  | 18 | 15 | 1 | 2  | ?  | ?  | -                                |
| 3.º  | La Plata Jockey     | 22  | 18 | 10 | 2 | 3  | ?  | ?  | Faltan resultados de 3 partidos  |
| 4.º  | Flores Athletic     | 18  | 18 | 8  | 2 | 4  | ?  | ?  | Faltan resultados de 4 partidos  |
| 5.º  | Continental         | 15  | 18 | 6  | 3 | 8  | ?  | ?  | Falta el resultados de 1 partido |
| 6.º  | Banfield            | 10  | 18 | 4  | 2 | 12 | ?  | ?  | -                                |
| 7.º  | Lanús United II     | 9   | 18 | 2  | 5 | 8  | ?  | ?  | Faltan resultados de 3 partidos  |
| 8.º  | Nacional II         | 9   | 18 | 4  | 1 | 10 | ?  | ?  | Faltan resultados de 3 partidos  |
| 9.º  | Independiente       | 8   | 18 | 3  | 2 | 9  | ?  | ?  | Faltan resultados de 4 partidos  |
| 10.º | Comercio            | 7   | 18 | 3  | 1 | 11 | ?  | ?  | Faltan resultados de 3 partidos  |

## Zona C

### Tabla de posiciones final
| Pos  | Equipo                  | Pts | PJ | G  | E | P  | GF | GC | Datos                           |
| ---- | ----------------------- | --- | -- | -- | - | -- | -- | -- | ------------------------------- |
| 1.º  | Nacional                | 32  | 18 | 16 | 0 | 1  | ?  | ?  | Falta resultado de 1 partido    |
| 2.º  | Racing Club             | 30  | 18 | 14 | 2 | 2  | 60 | 19 | -                               |
| 3.º  | Gimnasia y Esgrima (BA) | 26  | 18 | 13 | 0 | 3  | ?  | ?  | Faltan resultado de 2 Partidos  |
| 4.º  | Victoria II             | 14  | 18 | 6  | 2 | 7  | ?  | ?  | Faltan resultados de 3 partidos |
| 5.º  | Argentino de Quilmes II | 14  | 18 | 7  | 0 | 7  | ?  | ?  | Faltan resultados de 4 partidos |
| 6.º  | Belgrano Athletic II    | 11  | 18 | 5  | 1 | 8  | ?  | ?  | Faltan resultados de 4 partidos |
| 7.º  | Alumni II               | 9   | 18 | 4  | 1 | 10 | ?  | ?  | Faltan resultados de 3 partidos |
| 8.º  | Flores Athletic II      | 6   | 18 | 2  | 2 | 11 | ?  | ?  | Faltan resultados de 3 partidos |
| 9.º  | Lomas Athletic II       | 4   | 18 | 2  | 0 | 14 | ?  | ?  | Faltan resultados de 2 partidos |
| 10.º | Porteño II              | 3   | 18 | 1  | 1 | 12 | ?  | ?  | Faltan resultados de 4 partidos |

## Fase final
|  | Semifinales | Semifinales | Semifinales |             |   | Final    | Final | Final |  |
|  |             |             |             |             |   |          |       |       |  |
|  |             |             |             |             |   |          |       |       |  |
|  | 2           | Quilmes II  | 1           |             |   |          |       |       |  |
|  | 2           | Quilmes II  | 1           |             |   |          |       |       |  |
|  | 3           | Nacional    | 2           |             |   |          |       |       |  |
|  | 3           | Nacional    | 2           |             |   | Nacional | 1     |       |  |
|  |             |             |             |             |   | Nacional | 1     |       |  |
|  |             |             | 1           | River Plate | 0 |          |       |       |  |
|  |             |             | 1           | River Plate | 0 |          |       |       |  |
|  |             |             |             |             |   |          |       |       |  |
|  |             |             |             |             |   |          |       |       |  |
|  |             |             |             |             |   |          |       |       |  |
|  |             |             |             |             |   |          |       |       |  |

### Semifinal
| 1 de noviembre de 1907 | Quilmes II | 1:2 | Nacional     | Cancha de Ferro Carril Oeste, Buenos Aires |  |
|                        | D. Macklay |     | H. Rodríguez |                                            |  |

### Final
| 10 de noviembre de 1907 | Nacional     | 1:0     | River Plate                                                                               | Cancha de Ferro Carril Oeste, Buenos Aires |                    |
|                         | H. Rodríguez | Reporte | Luraschi Priano Contratti Griffero Ferreiro Messina D. García Oñate Peña Flores A. García | Árbitro(s): Jordan                         | Árbitro(s): Jordan |

|                              |
|                              |
| Campeón Nacional 1.er título |

## Ascensos y descensos
Nacional, como campeón, ascendió a la Primera División 1908. Su lugar no fue ocupado por ningún equipo, ya que no se produjeron descensos en la máxima categoría.
Por otro lado, como no había descensos en los certámenes de ascenso, los equipos tenían la opción de afiliarse a una categoría de ascenso inferior. Cada club sabía su situación y por una cuestión de honor deportivo pedía renovar o no el cupo para la próxima temporada. Banfield, Independiente, Flores Athletic, Lanús United y Victoria se incorporaron a la Tercera División 1908. Por su parte, Atlanta, Estudiantil Porteño II, River Plate II, Royal, San Fernando y Southern Rangers, que habían participado de la tercera categoría en 1907, se anotaron para disputar la Segunda División 1908.